# Портен, Арвед Владимирович
Арвед (Арвид) Владимирович Портен (иногда Поортен, нем. Konrad Arved Poorten; 1 (13) мая 1836, Рига — 7 (20) марта 1901, Рига) — российский виолончелист шведского происхождения.
Родился в семье кораблестроителя — любителя музыки, хозяина домашнего салона, в котором бывали Рихард Вагнер, Франц Лист и другие выдающиеся музыканты. Играл в домашнем фортепианном квартете с двумя братьями и сестрой (которые, однако, профессиональными музыкантами не стали). Учился в Риге у Карла Фридриха фон Лутцау и Карла Маркс-Маркуса, затем в Дрездене у Фридриха Куммера и наконец в 1856—1857 гг. в Брюссельской консерватории у Франсуа Серве, уже через год окончив курс с первой премией.
В течение нескольких лет гастролировал в Бельгии, Нидерландах, Англии, Франции, Испании и Португалии. В 1860 году обосновался в Санкт-Петербурге, работал в оркестре Итальянской оперы. В начале 1870-х гг. преподавал в Санкт-Петербургской консерватории как ассистент Карла Давыдова. На почве нервного переутомления покинул Санкт-Петербург в 1874 году и два года жил в Варшаве. Затем вернулся к гастрольной деятельности. С 1886 г. профессор Гентской консерватории.
Автор ряда пьес для одной или нескольких виолончелей, в их числе «Ночная песнь» (фр. Chant de nuit) для четырёх или восьми виолончелей, «Похвала Глинке, трио по мотивам оперы „Жизнь за царя“» (для трёх виолончелей и фортепиано) и др. Опубликовал на французском языке две книги очерков о своих поездках по России: «Артистическое турне в глубь России» (фр. Une tournée artistique dans l'interieur de la Russie; Брюссель, 1873) и «Затерянный уголок России» (фр. Un coin perdu de la Russie; Париж, 1883), а также книгу размышлений о музыке «Завещание музыканта» (фр. Le testament d'un musicien; Париж, 1890, русский перевод 1891).